# فرنسيس باتريك دونوفان
فرنسيس باتريك دونوفان (بالإنجليزية: Francis Patrick Donovan)‏ هو دبلوماسي أسترالي، ولد في 1 فبراير 1922 في إنغهام في أستراليا، وتوفي في 3 فبراير 2012.